# Eugène Philippe LaRocque
Eugène Philippe LaRocque (* 27. März 1927 in Windsor; † 16. Dezember 2018) war römisch-katholischer Bischof von Alexandria-Cornwall.

## Leben
Eugène Philippe LaRocque empfing am 7. Juni 1952 die Priesterweihe.
Papst Paul VI. ernannte ihn am 24. Juni 1974 zum Bischof von Alexandria in Ontario.
Der Bischof von London, Gerald Emmett Carter, spendete ihn am 3. September desselben Jahres die Bischofsweihe; Mitkonsekratoren waren Louis Joseph Jean Marie Fortier, Erzbischof von Sherbrooke, und Philip Francis Pocock, Erzbischof von Toronto. In das Amt wurde er am 15. September desselben Jahres eingeführt. 
Am 27. April 2002 nahm Johannes Paul II. sein altersbedingtes Rücktrittsgesuch an.